# Starship (cykl)
Starship – cykl książek militarnej space opery autorstwa amerykańskiego pisarza Mike’a Resnicka. Opowiada o przygodach Wilsona Cola, kontrowersyjnego bohatera podczas wojny galaktycznej między stworzoną przez ludzi Republiką a Federacją Teroni, związkiem obcych ras.

## Saga
Cała seria składa się z pięciu książek, do których dołączone są aneksy na ostatnich stronach (stworzone przez autora) aby dogłębnie zrozumieć elementy świata przedstawionego.
- Starship: Bunt (2005, polskie: 2009)
- Starship: Pirat (2005, polskie: 2010)[2]
- Starship: Najemnik (2007, polskie: 2010)
- Starship: Buntownik (2008, polskie: 2010)
- Starship: Okręt flagowy (2011, polskie: 2011)